# 2-氨基-1,2-二氢萘
2-氨基-1,2-二氢萘（缩写2-ADN，或，缩写2-AD）是一种兴奋剂，分子式C10H11N，可看做苯丙胺的衍生物。